# Araceli Navarro
Pour les articles homonymes, voir Navarro.
Araceli Navarro Laso, née le 9 août 1989 à Madrid, est une escrimeuse espagnole spécialiste du sabre. Plutôt habituée aux médailles en tournois satellites, elle crée la surprise en remportant le bronze durant les championnats du monde d'escrime 2023.

## Biographie
Araceli Navarro découvre l'escrime à neuf ans alors qu'elle pratique le patinage sur glace durant une exposition ayant lieu dans la patinoire qu'elle avait l'habitude de fréquenter. Elle s'entraîne à Gandia.
Elle prend part aux Jeux olympiques de 2008. Après avoir battu la Mexicaine Angélica Larios (15-4), elle entre en piste contre Rebecca Ward. Lors de cet assaut, elle se luxe l'épaule gauche face à Rebecca Ward et doit abandonner score de 7 touches à 12 malgré des protestations de sa part. Elle revient à la compétition quelques mois plus tard, en février 2009, à l'occasion d'une épreuve de coupe du monde. La même année, alors qu'elle est complètement remise, elle décroche une médaille de bronze aux championnats du monde juniors en 2009.
Les années suivantes sont plus tranquilles, sans podium majeur. Navarro échoue à se qualifier aux Jeux olympiques de 2012 à Londres en s'inclinant face à Bianca Pascu lors du tournoi de qualification olympique. Il en va de même pour les Jeux suivants. Elle se fait toutefois à nouveau remarquer en 2018 en étant sacrée vice-championne du Trophée BNP Paribas à Orléans et quelques médailles en tournois satellites.
Elle crée réellement la surprise en remportant le bronze aux championnats du monde 2022. Après avoir vaincu Theodora Gkountoura (15-11) et Kim Ji-Yeon (15-14) puis Caroline Quéroli (15-9), l'une des favorites, elle perd en demi face à Misaki Emura (5-15). Il s'agit de la première médaille féminine aux championnats du monde d'escrime pour l'Espagne depuis Taymi Chappé en 1997 à l'épée et de la première médaille depuis 2018 avec Carlos Llavador. L'année suivante, elle est éliminée en quarts de finale par l'Italienne Chiara Mormile.
Elle est mariée à Sandra Berto et à un fils. À côté de sa carrière, pour financer ses déplacements, elle donne des leçons d'escrime. Elle exerce également comme maîtresse d'armes au club d'escrime de Madrid.
Navarro est treize fois championne d'Espagne individuelle, notamment quatre en junior. Elle possède également plusieurs titres de championne par équipes.

## Palmarès
- Épreuves de coupe du monde
  -  Médaille d'or au tournoi satellite de Gand sur la saison 2017-2018[17]
  -  Médaille d'or au tournoi satellite de Plovdiv sur la saison 2018-2019[18]
  -  Médaille d'or à l'open de Flandres (tournoi satellite) à Gand sur la saison 2018-2019[17]
  -  Médaille d'argent en individuel au Trophée BNP Paribas à Orléans sur la saison 2018-2019[9]
  -  Médaille d'argent par équipes à la Coupe Bosphorus d'Istanbul sur la saison 2021-2022[19]
  -  Médaille de bronze à la Coupe Viking à Reykjavik sur la saison 2018-2019[17]
  -  Médaille de bronze par équipes à la Coupe du monde de Batoumi sur la saison 2022-2023[20]

## Classement en fin de saison
| Année | 2005 | 2006 | 2007 | 2008 | 2009 | 2010 | 2011 | 2012 | 2013 | 2014 | 2015 | 2016 | 2017 | 2018 | 2019 | 2020 | 2021 | 2022 | 2023 |
| ----- | ---- | ---- | ---- | ---- | ---- | ---- | ---- | ---- | ---- | ---- | ---- | ---- | ---- | ---- | ---- | ---- | ---- | ---- | ---- |
| Rang  | 60   | 48   | 65   | 55   | 69   | 85   | 72   | 43   | 21   | 61   | 32   | 77   | 175  | 46   | 14   | 23   | 36   | 10   | 22   |